# Uenoites reuteri
Uenoites reuteri is een keversoort uit de familie van de loopkevers (Carabidae). De wetenschappelijke naam van de soort werd voor het eerst geldig gepubliceerd in 2019 door Belousov, Kabak en Schmidt.